# Грумелло-дель-Монте
Грумелло-дель-Монте, Ґрумелло-дель-Монте (італ. Grumello del Monte) — муніципалітет в Італії, у регіоні Ломбардія,  провінція Бергамо.
Грумелло-дель-Монте розташоване на відстані близько 470 км на північний захід від Рима, 60 км на схід від Мілана, 17 км на південний схід від Бергамо.
Населення — 7332 особи (2014).
Щорічний фестиваль відбувається 18 жовтня. Покровитель — Santissima Trinità.

## Демографія
Населення за роками:

Станом на 1 січня 2023 року в муніципалітеті офіційно проживало 937 іноземців з 36 країн, серед них 69 громадян країн Євросоюзу та 57 громадян України.

## Сусідні муніципалітети
- Кароббіо-дельї-Анджелі
- Кастеллі-Калепіо
- Кьюдуно
- Гандоссо
- Палаццоло-сулл'Ольйо
- Тельгате